# Нова різдвяна казка
«Нова різдвяна казка» (або «Скнара», англ. Scrooged) — американський фентезійний кінофільм, сатирична версія «Різдвяної пісні» Чарлза Діккенса.

## Сюжет
Настало Різдво… Але чарівна сила цього чудового свята не у змозі розтопити лід у серцях деяких абсолютно черствих, пихатих і самовдоволених осіб. До їх числа відноситься й телемагнат Френк Крос.
Він багатий, усесильний та абсолютно байдужий до всього, крім своїх грошей. Крос — власник телеканалу, безжалісний і холоднокровний бізнесмен, із дуже "специфічним" почуттям гумору.
Загалом Френк — один із тих хлопців, які запросто можуть зіпсувати вам чудове свято. Таких людей, ясна річ, треба перевиховувати, і чим швидше — тим краще. Заради подібного випадку у гру включаються надприродні сили.
В різдвяну ніч перевихованням Френка займуться спеціально підібрані для цього привид минулого — веселий таксист із пекла; привид сьогодення — сучасна завзята фея без комплексів, що використовує методи рукопашного бою; моторошний небагатослівний посланець із майбутнього з черепом замість обличчя…

## В ролях
| Актор             | Роль                       |
| ----------------- | -------------------------- |
| Білл Мюррей       | Френк Крос                 |
| Карен Аллен       | Клейр Філліпс              |
| Джон Форсайт      | Л'ю Гейворт                |
| Джон Гловер       | Брюс Каммінґс              |
| Бобкет Голдтвейт  | Еліот Лудермілк            |
| Девід Йохансен    | привид Різдва минулого     |
| Керол Кейн        | привид Різдва теперішнього |
| Роберт Мітчем     | Престон Райнлендер         |
| Ніколас Філліпс   | Келвін Кулі                |
| Майкл Дж. Поллард | Герман                     |
| Джеймі Фарр       | Джейкоб Марлі              |
| Венді Мелік       | Венді Крос                 |
| Джоель Мюррей     | гість                      |
| Елфрі Вудард      | Грейс Кулі                 |

## Номінації та нагороди
- 1989 — номінація на премію «Оскар» за найкращий грим (Томас Бармен).
- 1990 — номінація на премію «Сатурн» за найкращу чоловічу роль (Білл Мюррей).
- 1990 — номінація на премію «Сатурн» за найкращий фентезійний фільм.
- 1990 — номінація на премію «Сатурн» за найкращі спецефекти (Ерік Бревіг).